# Spriet
Spriet, ook wel als ligniet of met de verouderde term prits aangeduid, is een soort bruinkool. Het is een goedkope brandstof met een hoog zwavelgehalte. Spriet heeft een kastanjebruine kleur en bestaat uit niet geheel vergane plantenresten waaronder stukken takken en boomstammen. Deze stukken hebben een lengte van 20 tot 50 centimeter. De plantengroei die tot spriet werd omgezet dateert uit het boven-Plioceen (Tertiair) of onder-Pleistoceen (Kwartair). Bij de verbranding van spriet komt vanwege het hoge zwavelgehalte een doorgaans als onaangenaam omschreven rookgeur vrij.

## Sprietwinning in België
In 1928 werden bij de verbreding en verdieping van het Maas-Scheldekanaal, onder andere in het gehucht Rauw, gemeente Mol, bruine brokken aarde naar boven gehaald, die geschikt bleken als brandstof. De dikte van de sprietlaag varieerde tussen 75 centimeter en 3 meter, bedekt door een zandlaag van gemiddeld 2 à 3 meter, met pieken van wel 8 à 12,5 meter in het noordoosten van het winningsgebied.
De gemeente Mol gaf in 1942 toestemming tot de sprietontginning vanwege de kolenschaarste tijdens de Tweede Wereldoorlog. De gemeente vroeg slechts 20 Belgische frank per 500 kg gewonnen spriet waardoor de spriet populaire was als brandstof. In de strenge winter van 1942 staken veel omwonenden spriet, die ze in kruiwagens naar huis reden.
Na de Tweede Wereldoorlog werd de sprietwinning geprofessionaliseerd, waarbij vijf bedrijven een exploitatieconcessie kregen. Op het toppunt van de winning werd tot wel 800 kubieke meter aarde per dag verplaatst, wat resulteerde in de winning van 100.000 ton spriet op maandbasis.
De winning van de spriet ging ten nadele van de aanwezige vegetatie. Wel is in de talrijke als gevolg van de sprietwinning ontstane waterplassen in het gebied rond Mol een gevarieerde fauna tot ontwikkeling gekomen.

## Varia
- De sprietatoom is een stripverhaal uit de reeks van Suske en Wiske, dat werd gepubliceerd in De Nieuwe Standaard van 15 mei 1946 tot en met 27 september 1946. De eerste albumuitgave was in 1948. In dit avonturenalbum staat spriet en de streek rond Mol (in het album Moll genoemd) centraal.